# K.C. Agente Segreto
K.C. Agente Segreto (K.C. Undercover) è una serie televisiva statunitense creata da Corinne Marshall e prodotta da Rob Lotterstein con la star Zendaya. La serie ha debuttato il 18 gennaio 2015 negli Stati Uniti su Disney Channel. In Italia è in onda dal 24 aprile dello stesso anno su Disney Channel. Dal 15 ottobre 2018 viene trasmesso in chiaro in prima tv su Boing per la prima volta la serie TV dell'accordo tra Mediaset e Disney.
Il 15 maggio 2015 la serie è stata rinnovata per una seconda stagione andata in onda negli Stati Uniti dal 6 marzo 2016, mentre il 1º agosto 2016 la rivista americana People ha annunciato il rinnovo della serie per una terza stagione, in onda dal 7 luglio 2017. Il 26 settembre 2017, Zendaya annuncia su Snapchat il suo ultimo giorno di riprese confermando la terza stagione come l'ultima della serie.

## Personaggi

### Personaggi principali (st.1-3)
- Katrina Charlotte "K.C." Coretta Cooper-Scott/King (Zendaya e da bambina Kyra Smith)

È la protagonista, primogenita di Kira e Craig e una delle migliori spie adolescenti. Ha un fratello, lo strambo Ernie, e una sorella, la robot Judy, entrambi minori. È un'abile lottatrice e nonostante abbia un carattere vendicativo e pieno di sé tiene molto a cuore la famiglia e Marissa. Agli inizi della seconda stagione frequenterà Darien e si fidanzerà con lui, ma si dovranno lasciare a causa della minaccia di Abby ed Erica, per poi ri-frequentarlo negli episodi La seconda chance e Usciamo insieme, mentre negli episodi Al ritmo del mio tamburo e La doppia K.C. invece frequenterà Byron, ma romperanno dopo la fuga di Bernice. Nella terza stagione, sempre, litigherà con Marissa. Doppiata da Lucrezia Marricchi. 
- Marissa Clarissa Miller (Veronica Dunne)

È la migliore amica di K.C. e scopre il suo segreto nel quinto episodio, Una foto bomba. Non è brava a scuola e il suo sogno è aprire una catena di moda. Nella terza stagione aiuterà i Cooper con le loro missioni. Sempre nella terza stagione si fidanzerà due volte con Brady: la prima lui la userà contro K.C., la seconda, ormai unito all'Organizzazione, avranno una relazione seria. Doppiata da Annalisa Usai. 
- Ernest "Ernie" George Washington Carver Cooper-Scott/King (Kadil McFadden)

È il secondogenito di Kira e Craig, fratello minore di K.C. e maggiore di Judy. È considerato da tutti strambo o sfigato ma è bravo con i computer. Nel secondo episodio scoprirà della natura di spie della famiglia. Negli inizi della terza stagione avrà una cotta per la neoamica Zoe. A volte crea dei piani complessi e stupidi, e i familiari quando lo sentono annuiscono solo. Doppiato da Federico Bebi. 
- Judy Cooper-Scott/King (Trinitee Stokes)

È una J.U.D.Y (Giovane Unità Digitale in Incognito), considerata figlia di Craig e Kira e sorella minore di K.C. ed Ernie, e dunque da tutti membro della famiglia e il più giovane, in quanto ha le sembianze di una bambina/ragazzina. È stata creata da Symone Deveraux (interpretata da Raven-Symoné e doppiata da Domitilla D'Amico), un’esperta e appassionata di robotica. Poiché non è umana, a volte sembra testarda, menefreghista e cattivella, ma è comunque di buon cuore. Doppiata da Vittoria Bartolomei. 
- Kira Scott/King per matrimonio Cooper (Tammy Townsend)

È la madre naturale di K.C. ed Ernie e l'adottiva di Judy, moglie di Craig, sorella minore di Erica e zia di Abby. Già da ragazza era un'ottima spia e durante la serie interpreterà molte persone sotto copertura. Come il marito, crede che Marissa non sia intelligente. Nella prima metà della prima stagione ha i capelli ricci, dopo li ha lisci. Tiene molto alla sua famiglia, persino a volte alla sorella che è malvagia. Doppiata da Laura Lenghi. 
- Craig George Washington Carver Cooper Jr. noto come Craig Cooper (Kadeem Hardison)

È il padre naturale di K.C. ed Ernie e l'adottivo di Judy e marito di Kira. È a volte infantile, ma è un'ottima spia che tiene al futuro di K.C. e a volte di Ernie. Ha un rivale in amore, Zane Willis, suo ex migliore amico ed ex collega dell'Organizzazione. È tirchio e a volte litiga a causa del suo comportamento con i figli, Kira e i loro padri (suo padre Earl e suo suocero Pops), quando questi ultimi fanno visita a loro. Doppiato da Franco Mannella.

### Personaggi secondari/guest star (spie)
- Agente Johnson (Rick Hall) (ricorrente stagioni 1-3)

È un agente che guida i Cooper nelle loro missioni. Vorrebbe avere il posto di capo dell'Organizzazione. Nel finale di serie, Missione finale, dopo la sconfitta dell'Altro Lato e del Sostituto, dimostra di essere la Maschera, potenziale criminale, che però verrà sconfitto. Doppiato da Riccardo Scarafoni (1° voce) e da Guido Sagliocca (2° voce). 
- Beverly (Sherri Shepherd) (guest star stagioni 1-3)

È il capo dell'Organizzazione. Come Kira, è una donna afroamericana, con i capelli ricci nella prima stagione e perlopiù lisci nelle seguenti. Doppiata da Francesca Fiorentini. 
- Brett Willis (Ross Butler) (ricorrente stagione 1)

È una Spia junior dell'Altro Lato, figlio di Zane. Compare negli episodi Doppio gioco della prima stagione dove inganna i Cooper e con suo padre cerca di annientarli. Però si innamorerà di K.C. e nell'episodio Una missione difficile la lascia scappare dopo che lei si era infiltrata all'Altro Lato per neutralizzare una specie di agente chimico. Nel finale di stagione, K.C. e Brett: capitolo finale torna per eliminare K.C., ma si accorge di essere nuovamente ancora innamorato di lei e i due scappano al confine con Ernie e Marissa dall'ex-fidanzata di Brett, Ursula Timmcoy, una spia dell'Altro Lato. Infine se ne va in Canada lasciando K.C. e l'Altro Lato. Doppiato da Edoardo Stoppacciaro. 
- Zane Willis (François Chau) (guest star stagioni 1-3)

È una spia dell'Altro Lato, padre di Brett. Nella prima stagione, con l’aiuto del figlio, cerca di vendicarsi dei Cooper, poiché in origine era amico di Craig ma il loro amore comune per Kira li fece allontanare. Prima infatti era una spia dell'Organizzazione ma l'odio per la relazione amorosa di Kira e Craig permise all'Altro Lato di reclutarlo e infine se ne andò dopo aver fatto un patto con Craig. Dopo essere stato catturato nell'episodio 1x12, verso la fine della seconda stagione inganna K.C. e scappa dalle prigioni dell'Organizzazione. Nei primi episodi della terza stagione, ormai capo dell'Altro Lato dopo la cattura di Richard, insegue i Cooper e Marissa in Brasile, cercando di ucciderli, ma alla fine viene riarrestato dai Cooper, Marissa e i genitori di Kira. Doppiato da Alberto Angrisano. 
- Abby Martin-Scott/King (Kara Royster) (ricorrente stagione 2)

È una spia dell'Altro Lato, cugina maggiore di K.C., Ernie e Judy, figlia di Erica e Richard e nipote di Kira e Craig. Compare negli ep. 3-7 della stagione 2 dove fa finta di essere amica dei Cooper, per poi allearsi con la madre Erica e il padre Richard, capo dell'Altro Lato. Creduta morta con la madre, dopo il bombardamento della barca nell’episodio 7 da parte di K.C., le due sono state salvate da Richard e i tre tornano nel finale (ep. 25-26), dove verrà arrestata insieme ai genitori dopo aver catturato i Cooper. Dopo la sua rivelazione nei confronti di K.C., diventa molto cattivella e la prende spesso in giro. Non sopporta inoltre i suoi genitori, per le loro smancerie e soprattutto per i continui e contrapposti litigi. Doppiata da Benedetta Ponticelli. 
- Erica Scott/King per matrimonio Martin (Jasmine Guy) (guest star stagione 2)

È una spia dell'Altro Lato, sorella maggiore di Kira, zia di K.C., Ernie e Judy, madre di Abby, moglie di Richard e cognata di Craig. Quando la sorella fu reclutata dai genitori per entrare nell'Organizzazione, lei invidiosa si unì all'Altro Lato. L'unica che sapeva della sua fuga nelle Antille era la sorella e ritorna in America quando conosce la figlia e si allea con lei e il marito Richard, con cui ha un rapporto di odio-amore. Dopo "essere stata uccisa" con la figlia da K.C., quest'ultima non immagina che si sono salvate e con Richard (nel finale, ep. 25-26) catturano i Cooper mentre K.C. sequestra Abby. Dopo essere stati sconfitti tutti e tre dai Cooper e Marissa, vengono rinchiusi in cella mentre imprecano di essere divisi. È cattiva con tutti, perfino con sua figlia, ed è molto perversa e isterica, cosa che gli fa notare molto Richard causando con lei diversi litigi. Doppiata da Alessandra Korompay. 
- Richard Martin (Rick Fox) (guest star stagione 2)

È il marito di Erica, padre di Abby, zio di K.C., Ernie e Judy, cognato di Craig e Kira e capo dell'Altro Lato. Ha un rapporto di odio-amore con Erica, forse perché ha abbandonato sia lui che la figlia, per l’appunto cresciuta da lui. Nell'ep. 2x7 cerca di soggiogare, tramite Erica, il vicepresidente per assumere il controllo sulla Casa Bianca. I Cooper, l'Agente Johnson ed altri agenti però scoprono il piano e così scappa e salva Erica ed Abby dal fiume, dopo il bombardamento della barca da parte di K.C. Nel finale catturano i Cooper, ma vengono sconfitti. Mentre vengono portati all'Organizzazione, lui, la moglie Erica e la figlia Abby implorano di essere divisi perché non si sopportano. Solitamente odia Erica anche perché quest'ultima è troppo pazzoide e isterica, ma in diversi momenti hanno dimostrato di essere ancora attratti e probabilmente innamorati tra di loro. Doppiato da Roberto Draghetti. 
- Nonna Gayle Scott/King (Roz Ryan) (guest star stagioni 1-3)

È la nonna materna di Abby, K.C., Ernie e Judy, mamma di Erica e Kira, moglie di Otello e suocera di Richard e Craig. È un'ex-spia professionista dell'Organizzazione. Come il marito non sa usare le tecnologie moderne. Doppiata da Lorenza Biella. 
- Nonno Otello Scott/King (Charlie Robinson) (guest star stagioni 1-3)

È il nonno materno di Abby, K.C., Ernie e Judy, padre di Erica e Kira, marito di Gayle e suocero di Richard e Craig. È un ex-spia professionista dell’Organizzazione. Detesta un po' il genero Craig, e come la moglie non sa usare le tecnologie moderne. È soprannominato Pops ed El Dorado. Doppiato da Stefano Mondini. 
- Howard Morris (Matthew Gold) (ricorrente stagione 3)

È una spia dell'Organizzazione. In alcuni episodi si finge Tray Melaton Jr., il ragazzo di K.C. È un amico dei fratelli Cooper, specialmente di Ernie. Doppiato da Gabriele Patriarca. 
- Brady (Connor Weil) (ricorrente stagione 3)

È una spia del Sostituto, nuovo gruppo che dice di essere molto più pericoloso dell'Altro Lato oramai annientato, che, tra gli episodi 5 e 12 della terza stagione, vuole appunto usare un potente marchingegno per modificare il clima e le temperature di numerose zone terrestri. Facendole credere che agiscono per l'Organizzazione, recluta Marissa e si fidanza con lei. Dopo essere stato sconfitto da K.C. e Marissa, ritorna nell'ep. 15: Ernie, Howard e le giovani spie adolescenti internazionali (tre ragazzi stranieri) lo sconfiggono ma l'Agente Johnson rivelerà che lavorava per loro ed era diventato un doppiogiochista. Ricompare negli ultimi episodi dove, dopo aver aiutato i Cooper specialmente K.C. ed Ernie, vuole avere una relazione seria con Marissa, rispetto alla precedente, ma quando vuole abbandonare il ruolo di spia sente l'Agente Johnson rivelarsi la Maschera, ma lui lo blocca prima che possa avvertire i Cooper e Marissa. Insieme a Judy, che è stata ipnotizzata da lui, lo mandano all'ospedale, dopo avergli sfracellato delle tavole elettroniche attaccate ad un muro. Dopo la sconfitta definitiva del Sostituto e della Maschera, riesce a guarire e si fidanza ufficialmente con Marissa. Doppiato da Andrea Beltramo.

### Personaggi secondari/guest star (civili)
- Petey Goldfeder (James DiGiacomo) (ricorrente stagioni 1-3)

È il bambino vicino dei Cooper, a volte migliore amico di Judy. Certe volte viene preso in giro da Judy per la sua tontità e noiosità, che per questo raramente non esita a spaventarlo con le sue sembianze robot, e nonostante lo dica alla madre lei non ci crede. Si spaventa facilmente e quando deve parlare con la mamma (se si trova lontano da lei) grida forte. Doppiato da Valerio Monforte (1° voce), da Daniele De Ambrosis (2° voce) e da Giulio Bartolomei (3° voce). 
- Jodie Goldfeder nota come Mrs. Goldfeder (Jaime Moyer) (ricorrente stagioni 1-2)

È la stramba madre di Petey. Si spaventa facilmente e quando deve parlare con il figlio (se si trova lontana da lui) grida forte. Doppiata da Marta Altinier (1° voce) e da Francesca Guadagno (2° voce). 
- Nonno Earl “Poppa Earl” Cooper (George Wallace) (guest stagioni 1 e 3)

È il nonno di K.C., Ernie e Judy, padre di Craig e suocero di Kira. Compare 2 volte: nell'ep. 1x26 a Natale dove scoprirà il segreto dei Cooper dopo aver malgiudicato il figlio (ma la sua memoria verrà cancellata con lo spray) e nell'ep. 3x16 con la nuova fidanzata Betty, sorella gemella di una criminale. È un medico e si vanta molto del suo lavoro. Doppiato da Giovanni Petrucci. 
- Darien (Chris Tavarez) (guest stagioni 2-3)

È il ragazzo di K.C. negli episodi 3-6 della seconda stagione. Dopo essere stato investito appositamente da Abby, quest'ultima si rivela a K.C. che è costretta ad allontanarsi da lui e a lasciarlo per fargli evitare nuovi pericoli. Negli episodi 14 e 17 della terza stagione, dopo la sconfitta totale dell'Altro Lato e quella parziale del Sostituto, decide di rifrequentarlo ma non riusciranno a mettersi insieme di nuovo. Doppiato da Manuel Meli. 
- Byron (Brandon Black) (guest stagione 3)

È il flirt di K.C. negli episodi 18 e 19 della terza stagione. Dopo degli eventi con delle missioni da compiere, K.C. inventa una cugina (facendola interpretare da Bernice) per non farsi scoprire, ma dopo la fuga della criminale il ragazzo riconosce l'inganno e, stanco delle bugie, lascia K.C. Ricompare brevemente nell'episodio finale. Doppiato da Emiliano Reggente.

## La sigla
La sigla, cantata da Zendaya, è Keep It Undercover.

## Episodi
| Stagione         | Episodi | Prima TV USA | Prima TV Italia (Disney Channel) | Prima TV Italia (Disney+) |
| ---------------- | ------- | ------------ | -------------------------------- | ------------------------- |
| Prima stagione   | 28      | 2015-2016    | 2015-2016                        | 2020                      |
| Seconda stagione | 26      | 2016-2017    | 2016-2017                        | 2020                      |
| Terza stagione   | 26      | 2017-2018    | 2017-2018                        | 2020                      |

## Episodi speciali

### Prima stagione

#### Doppio gioco
È il primo episodio speciale della serie e si tratta di un episodio speciale diviso in tre parti: consiste nella prima parte di circa un'ora e i restanti due episodi di normale durata. Negli Stati Uniti, questi episodi speciali sono stati trasmessi dal 29 al 31 maggio 2015, mentre in Italia, la prima parte è stata trasmessa il 19 giugno 2015 e le altre due parti il 26 giugno 2015.

#### Una missione difficile
È il secondo episodio speciale e anch'esso è diviso in due parti: entrambe le parti sono state trasmesse negli Stati Uniti regolarmente il 12 e 19 luglio 2015, mentre in Italia il 27 novembre e 4 dicembre dello stesso anno.

#### Judy in fuga
È il terzo episodio speciale di un'ora e ha come ospite speciale Raven-Symoné, famosa per il ruolo di Raven Baxter nella serie di successo Raven. L'episodio è stato trasmesso negli Stati Uniti il 7 settembre 2015, mentre in Italia l'11 dicembre dello stesso anno.

#### K.C. e Brett: Capitolo finale
È il quarto episodio speciale della prima stagione  diviso in due parti: entrambe le parti sono state trasmesse negli Stati Uniti regolarmente il 17 e il 24 gennaio 2016 e in Italia il 23 e il 30maggio dello stesso anno.

### Seconda stagione

#### Il grande ritorno dei Cooper
È il quinto episodio speciale di 1 ora e il primo della seconda stagione andato in onda il 6 marzo 2016 negli Stati Uniti e in Italia il 27 maggio dello stesso anno.

#### La fune del giudizio
È il sesto episodio speciale di 1 ora ed è stato trasmesso il 7 agosto 2016 negli Stati Uniti mentre in Italia viene suddiviso in due parti e trasmessi il 4 e 5 maggio 2017.

#### Un ritorno inaspettato-Faida di famiglia
È il settimo episodio speciale della seconda stagione e, avendo titoli differenti, sono suddivisi in due parti. Gli episodi sono stati trasmessi negli Stati Uniti il 6 e 13 gennaio 2017 mentre in Italia il 28 maggio e 4 giugno dello stesso anno.

### Terza stagione

#### ArcoMissione a Rio de Janeiro
È l'ottavo episodio speciale della serie e corrisponde sia il primo episodio della terza stagione che il primo arco narrativo della serie. Si tratta di un episodio suddiviso in tre parti: la prima parte di circa un'ora e i restanti due episodi di normale durata. Gli episodi sono andati in onda negli Stati Uniti il 7 e 14 luglio 2017. In Italia la prima parte è andata in onda il 1º settembre e i restanti due episodi il 6 e 13 ottobre 2017.
In origine l'episodio doveva essere chiamato I Go to Rio.

#### ArcoUna rete di bugie
È il nono episodio speciale della terza stagione e secondo arco narrativo della serie. Gli episodi sono suddivisi in ben tre parti e sono andati in onda negli Stati Uniti dal 28 luglio al 25 agosto 2017.
In Italia le prime due parti sono andati in onda il 20 e 27 ottobre e le rimanenti tre parti dall'8 al 22 dicembre 2017.

#### ArcoIl Porta Tempeste
È il decimo episodio speciale della terza stagione e terzo arco narrativo della serie. Gli episodi, suddivisi anch'essi da cinque episodi di normale durata, sono stati trasmessi negli Stati Uniti su Disney Channel dal 3 al 17 novembre 2017 mentre in Italia dal 4 al 18 febbraio 2018.

#### Al ritmo del mio tamburo/La doppia K.C./K.C. per tre
È l'undicesimo episodio speciale della terza stagione e, avendo titoli differenti, anch'essi sono suddivisi in tre parti. Gli episodi sono andati in onda rispettivamente negli Stati Uniti il 22 e 23 gennaio 2018 su Disney Channel. In Italia l'ordine è stato invertito: difatti il canale ha trasmesso la seconda parte il 1 aprile e la prima parte il 15 aprile 2018. La terza parte è andata in onda nel settembre seguente.

#### ArcoEffetto Domino
È il dodicesimo episodio speciale della terza stagione e quarto arco narrativo suddiviso in quattro episodi di normale durata. Gli episodi sono andati in onda negli Stati Uniti dal 29 gennaio al 1º febbraio 2018 su Disney Channel e dall'11 al 14 settembre 2018 in Italia.

#### Missione finale
È il tredicesimo episodio speciale della terza stagione e quarto episodio speciale di 1 ora. Questo è l'ultimo episodio conclusivo della terza stagione nonché della serie. L'episodio è andata in onda negli Stati Uniti il 2 febbraio e in Italia il 15 settembre 2018.
Inizialmente l'episodio era stato pensato per essere suddiviso in due parti: la prima parte dal titolo The Beginning of the End (L'inizio della fine) e Final Mission (L'ultima missione) per la seconda parte.

## Crossover

### Monstober Spooktacular Weekend
Per la programmazione americana del mese di ottobre 2015, Disney Channel offre una serie di nuovi episodi basati sul periodo di Halloween, e considerati come dei mini-crossover.
K.C. Agente Segreto vanta di due crossover:
- Spettri terrificanti e storie del terrore (episodio di Austin & Ally), andato in onda negli Stati Uniti il 4 ottobre, mentre in Italia il 5 febbraio 2016. L'episodio ha come ospiti speciali Kamil McFadden e Trinitee Stokes da K.C. Agente Segreto.
- La sera di Halloween (episodio di K.C. Agente Segreto), andato in onda negli Stati Uniti il 4 ottobre, mentre in Italia è stato trasmesso il 23 marzo 2016 come replica. L'episodio ha come ospiti speciali Peyton Roi List e Skai Jackson da Jessie.

Nota: I 7 episodi della programmazione, sono tutti collegati tra di loro.

## Produzione
La serie, chiamata inizialmente Super Awesome Katy (Super eccezionale Katy), è stata annunciata nel novembre del 2013. La produzione è incominciata agli inizi del 2014 e le riprese sono iniziate il 15 gennaio dello stesso anno. Disney Channel ha ordinato 22 episodi per una prima stagione e l'8 maggio hanno annunciato che la serie si sarebbe chiamata con il titolo attuale, dopo stato chiesto da Zendaya, che ha pensato che questo titolo sarebbe stato più adatto. Nell'estate del 2014 sono incominciate le riprese destinate a terminare a febbraio 2015. Tuttavia, successivamente, la prima stagione è stata allungata a 27 episodi.

## Trasmissione
Il primo promo è stato distribuito negli USA il 27 novembre 2014 e altri nel mese di dicembre. L'episodio pilota è stato trasmesso il 18 gennaio 2015, ma viene disponibile già dal 1º gennaio su WATCH Disney Channel. In Italia il primo promo è stato trasmesso il 20 marzo 2015, altri due promo i due venerdì successivi e il 10 aprile è stata trasmessa un'anteprima della serie. La serie viene trasmessa il 24 aprile dello stesso anno.